# Självklart, Sune
Självklart, Sune utkom 1986 och är den tredje boken i Suneserien. Boken är skriven av de svenska författarna Anders Jacobsson och Sören Olsson. Stelkrampssprutscenerna har använts inom högre utbildning för att skildra barns rädsla och obehag inför sprutor.

## Bokomslaget
Bokomslaget visar Sune som pekar på ett föremål som tappats i golvet, medan Håkan befinner sig bakom Sune.

## Handling

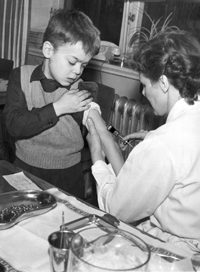
Barns rädsla för injektionssprutor är ett av ämnena som behandlas i boken.

Sune har fått en lillasyster, som heter Isabelle. Sune tycker hon är "söt", fast hon skriker värre än Tarzan. Håkan tycker hans föräldrar skall åka tillbaka till BB och byta ut henne mot en som inte skriker lika bra. Sune har även sitt första party, med "dunkande" musik, "söta" tjejer, dans och Ryska posten.
Sunes klass blir också den första 2:an som tar en stelkrampsspruta, och ryktet sprider sig om två dödsfall föregående år och andra plågor i samband med spruttagningen. Joakim behöver inte ta någon spruta igen, eftersom  han blev hundbiten föregående år och då fick en stelkrampsspruta. I stället berättar han rövarhistorier om att sprutan var en meter lång, med trubbig nål som man var tvungen att slå in med hammare. Sune gör allt för att komma undan, och skickar med en lapp han påstår vara från hans mamma, om att han inte behöver ta en "sprutta", men till slut får skolsköterskan förklara att det inte är farlig, och att det är farligare att inte ta sprutan.
Sune och Håkan måste också gå till frisören, och Sune skäms så mycket över att han blir kortklippt att han försöker tejpa dit håret igen. Han tycker dock det ser fult ut, och blir inte retad i skolan för pottfrisyren, tvärtom håller han fingrarna bakom ryggen och säger att han bara gick in till frisören och sa "–Snaggas, tack".
Familjen Andersson ger sig även iväg på en trivselkväll, vilket blir en pinsam historia för pappa Rudolf då Håkan och Sune får upp honom på scenen.
Sune och Joakim har även en hemlig koja med en pinupbild (en bild på en naken tjej) i dungen i familjen Anderssons trädgård, och de tror ingen känner till kojan, men en dag skall Rudolf rensa i dungen. Sune och Joakim menar att han inte skall förstöra träden, och Rudolf börjar undra varför de inte vill att han skall rensa, då Anna förklarar att Sune och Joakim har en koja där.
Nu tycker de inte det är roligt med kojan längre, men de bestämmer sig för att övernatta i kojan som en avskedsfest innan de ger den till Håkan (men inte allt där inne). De städar bort, och Håkan får inte sova över i kojan. Håkan blir sur, och säger att han hoppas monstren i trädgården äter upp dem, och att han sett 37 stycken.
Joakim och Sune leker agenter, och när de lagt sig hör de något prassla i buskarna, vilket låter som en monsterälg med sylvassa huggtänder, eller något annat av de eventuella 37 monstren. Joakim försöker lugna ner Sune med att monster inte finns, i alla fall inte i Sverige och i en stad full av bilar, och Sune tänker att de nog utrotats efter att lastbilar kört på dem.
Några monster dyker inte upp, men däremot Håkan. Håkan hittar pinupbilden, och säger att hon undrar varför hon är naken. Sune och Joakim svarar att det är från en läkartidning, och syftar på att när man går till doktorn får man ta av sig kläderna vid undersökningen. Men Håkan svarar att om han inte får vara med tänker han tala om att de har en pinupbild. Då får Håkan vara med och leka, och han är hjälte och stark, Sune och Joakim skurkar och dumma. Till slut dyker Anna upp och säger att det skulle bli för kallt att sova i kojan, och i stället går de och lägger sig inomhus i sängar.
Sedan nalkas sommarlovet, och många är ledsna för att de inte skall träffas efter sommarlovet. Anna skall sluta 6:an och börja 7:an, och är ledsen då hon inte får ha sin magister mer. Men när Sune, som skall sluta 2:an och börja 3:an, skall sjunga Idas sommarvisa har han svårt att komma på vad som blommar (vilket är "blommorna"), men glömmer texten och sjunger "Jag gör så att koskiten blommar".
Alla ledsna blir uppmuntrade.

## Ljudbok
Inläsningarna utgavs 1989 på två kassettband på Änglatroll under titeln "Sunes första party". och "Sunes självklarheter".

### Fotnoter
1. ↑  ”Självklart, Sune” (på engelska). Worldcat. 14 mars 1986. https://www.worldcat.org/title/sjalvklart-sune/oclc/185951877&referer=brief_results. Läst 29 mars 2015.
2. ↑  ”De flesta vaccinationer går bättre än väntat”. Borås högskola. sid. 1. http://bada.hb.se/bitstream/2320/13558/1/M2013_64.pdf. Läst 21 april 2015.
3. ↑  ”Sunes första party”. Svensk mediedatabas. 14 mars 1989. http://smdb.kb.se/catalog/id/001482768. Läst 28 april 2015.
4. ↑  ”Sunes självklarheter”. Svensk mediedatabas. 14 mars 1988. http://smdb.kb.se/catalog/id/001482769. Läst 28 april 2015.